# Anne Cuneo
Anne Cuneo (Parijs, 6 september 1936 - 11 februari 2015) was een Zwitserse schrijfster, vertaalster, scenariste en regisseuse.

## Biografie

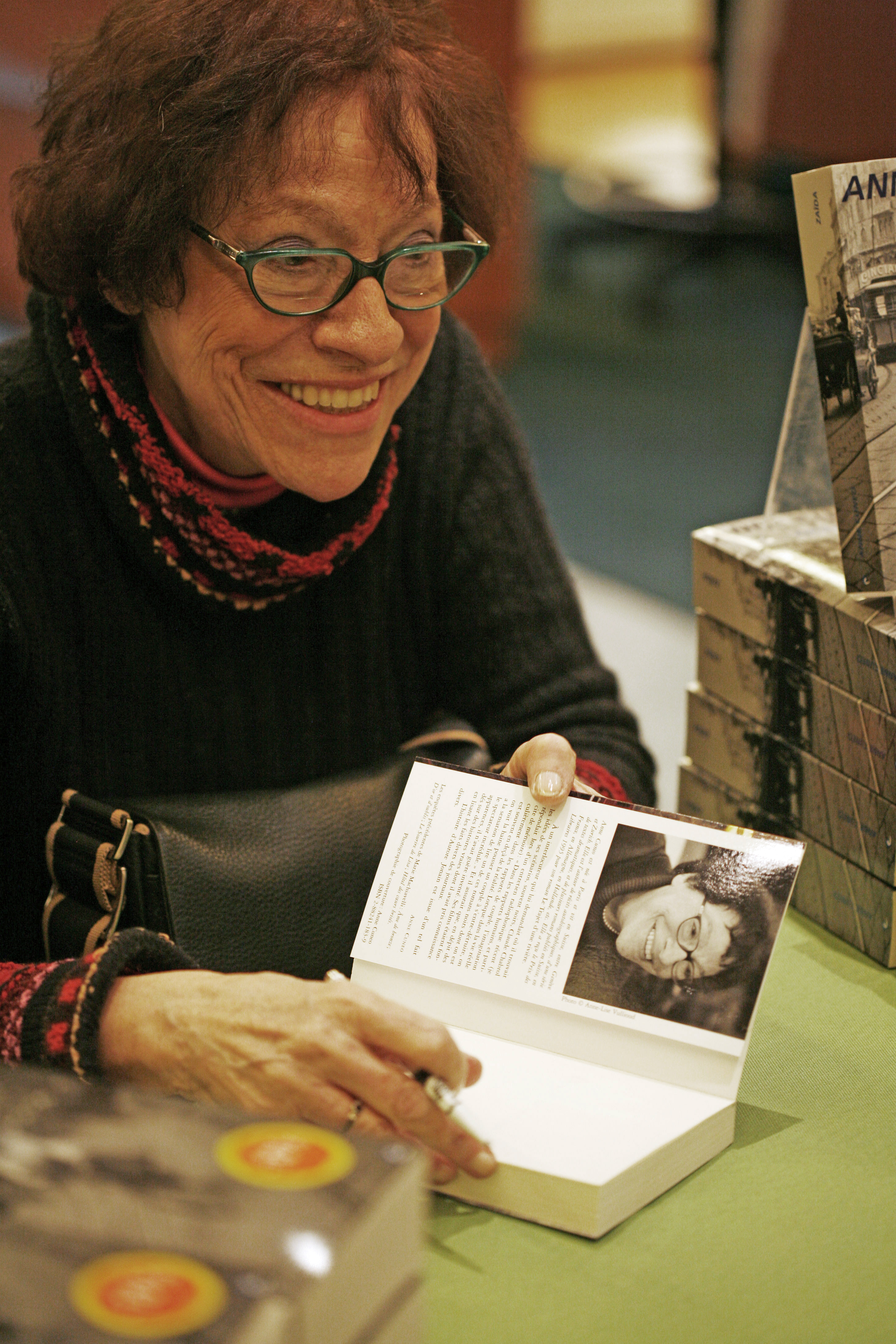
Anne Cuneo in 2007.

Anne Cuneo woonde afwisselend in Genève en Zürich. Met haar werken won ze diverse prijzen, voornamelijk voor haar historische romans Le Trajet d'une rivière en Le Maître de Garamond.

## Werken

### Eigen werken
- (fr)  Gravé au diamant, 1967.
- (fr)  Mortelle maladie, 1969.
- (fr)  La Vermine, 1970.
- (fr)  Poussière du réveil, 1972.
- (fr)  Le Piano du pauvre, 1975.
- (fr)  La Machine Fantaisie, Enquête sur le cinéma suisse, 1977.
- (fr)  Passage des Panoramas, 1978.
- (fr)  Art, Rupture et Résistance, 1978.
- (fr)  Une Cuillerée de bleu, 1979.
- (fr)  Les Portes du jour, Portrait de l'auteur en femme ordinaire, 1980.
- (fr)  Le Temps des loups blancs, 1982.
- (fr)  Le Monde des forains, Frères humains qui avec nous vivez, 1985.
- (fr)  Benno Besson et «Hamlet», 1987.
- (fr)  Station Victoria, 1989.
- (fr)  Prague aux doigts de feu, 1990.
- (fr)  Le Trajet d'une rivière, 1993.
- (fr)  La Flûte et les ratonneurs: chroniques d'un petit pays, 1995.
- (fr)  Au bas de mon rêve, 1995.
- (fr)  Objets de splendeur, 1996.
- (fr)  Ame de bronze, 1998.
- (fr)  D'or et d’oublis, 1999.
- (fr)  Le Sourire de Lisa, 2000.
- (fr)  Le Maître de Garamond, 2002.
- (fr)  Entre lumière et ombres, 2003.
- (fr)  Hôtel des coeurs brisés, 2004.
- (fr)  Rencontres avec Hamlet, 2005.
- (fr)  Les corbeaux sur nos plaines, 2005.
- (fr)  Lacunes de la mémoire, 2006.
- (fr)  Opération Shakespeare, 2006.
- (fr)  Zaïda, 2007.
- (fr)  Portrait de l'auteur en femme ordinaire, 2009.
- (fr)  Conversation chez les Blanc, 2009.
- (fr)  Un Monde de mots, 2011.
- (fr)  La Tempête des heures, 2013.
- (fr)  Gatti's Variétés, 2014.

### Vertalingen
- (fr)  Stolz ou Le cœur froid, 1976 (van Paul Nizon).
- (fr)  Nous, là-bas, 1988 (van Isolde Schaad).
- (fr)  Un accroc dans le filet, 1988  (van Jörg Steiner).
- (fr)  Avant que la mer ne se fige, 2001 (van Laure Wyss).
- (fr)  La semaine prochaine, peut-être, 2009 (van Alberto Nessi).
- (fr)  Le Roi d'Olten, 2012 (van Alex Capus).